# De Muze van Rubens
De Muze van Rubens is een Vlaamse musical van Judas TheaterProducties, gebaseerd op het leven van Helene Fourment. De musical speelde vanaf 11 februari 2016 tot en met 6 maart 2016 in de Zwarte Zaal van het Fakkelteater.

## Verhaal
De Muze van Rubens vertelt het levensverhaal van Helene Fourment, de tweede vrouw van de bekende schilder Peter Paul Rubens.

## Rolverdeling
| Acteur        | Personage               |
| ------------- | ----------------------- |
| Anne Mie Gils | Helene Fourment         |
| Brent Pannier | Bediende Overige rollen |

## Creatieve team
- Regie: Martin Michel
- Scenario: Allard Blom
- Teksten: Allard Blom
- Muziek: Sam Verhoeven
- Arrangementen en orkestleider: Pol Vanfleteren

## Ontvangst
'De Muze van Rubens' werd goed onthaald door de Vlaamse en Nederlandse (vak)pers. Wietske Vos van De Morgen gaf de voorstelling 4 sterren op vijf, en roemde vooral hoofdrolspeelster Anne Mie Gils: "Net zoals in eerder genoemde musicalcreaties vallen ook in 'De Muze van Rubens' een aantal puzzelstukjes synergetisch  in elkaar. Het eerste is hoofdrolspeelster Anne Mie Gils (58), die toont dat ze niet zomaar de leading lady van de betere Vlaamse musical is. Ze past haar prachtig lage, vrij krachtige stem aan haar personage aan en zingt bijna de hele voorstelling door als het ware ingehouden, maar haarzuiver en daardoor des te indringender.". Sascha Siereveld van Concertnews gaf de voorstelling 2.5 ster uit 3, en was enthousiast over de muziek van de voorstelling: " Het viel ons opnieuw op hoe vlot Sams muziek in de oren klonk. Het ene moment ging hij voor het gevoel van de verwachting en de zachte romantische noot om vervolgens naadloos over te gaan naar een krachtige melodie die ons meenam naar de passie en de geestdrift. Sam Verhoeven had ook deze keer voor wondermooie melodieën gezorgd.".
'14-'18 · '40-'45 (België) · '40-'45 (Nederland) · De 3 Biggetjes · 3 Musketiers · Aida · Alice in Wonderland · A xXxmas Carola · Anatevka · Assepoester · Belle en het Beest · Billie Holiday · Bloedbroeders · The Bodyguard · Cabaret · Camelot · Cats · Chicago · Ciske de Rat · Cyrano de Bergerac · De Schone van Boskoop · Daens · Dirty Dancing · Doe Maar! · Domino · Doornroosje · Dracula · Drood · Elisabeth · Evita · Fame · De Finale · Flashdance · Foxtrot · Goodbye, Norma Jeane · Grease · Hair · High School Musical · De Jantjes · Jekyll & Hyde · Jersey Boys · Jesus Christ Superstar · Kadanza · De kleine zeemeermin · Koning van Katoren · Kruimeltje · Kuifje: De Zonnetempel · Kunt u mij de weg naar Hamelen vertellen, mijnheer? · The Last Five Years · Lelies · The Lion King · The Little Mermaid · Love Story · Lover of Loser · Mamma Mia! · De man van La Mancha · Mary Poppins · Les Misérables · Miss Saigon · Muerto! · De Muze van Rubens · My Fair Lady · On Your Feet! · Op hoop van Zegen · Oorlogswinter · The Passion · Pauline & Paulette · The Phantom of the Opera · Pinokkio · Red Star Line · Rembrandt · Robin Hood · Romeo en Julia, van Haat tot Liefde · De Rozenoorlog · Shhh...it happens! · Shrek · Soldaat van Oranje · Spring Awakening · De sprookjesmusical Klaas Vaak · Sneeuwwitje · The Sound of Music · Tarzan · Titanic · Turks fruit · Urinetown · De Vliegende Hollander · Wat Zien Ik?! · Wicked · The Wild Party · The Wiz · Wickie de viking de musical
    Portaal Musical